# 超低頻
| 超低頻（SLF）                                       |
| --------------------------------------------------- |
| 每秒週期： 30Hz 至 300Hz 波長： 10,000km 至 1,000km |

超低頻是由國際電信聯盟定義的頻率介於30Hz（赫茲）與300Hz間的無線電波，波長為10,000公里至1,000公里。一般由變電所配送到居家的交流電頻率多在此范围內，即50Hz～60Hz間。

## 應用
在無線電通訊的收發上，美國的Saguine系统使用76Hz，俄羅斯的ZEVS系统使用82Hz，都屬於超低頻，不過也經常被人誤以為是極低頻（ELF，Extremely Low Frequency）。這兩種低頻無線電通訊都是用在與水中的潛艦溝通之用。有傳言表示德國柏林泰波霍夫機場（Tempelhof）也將有一個名為「泰迪熊」（teddybear）的超低頻發送器，但此傳言未獲得證實。
超低頻的接收器沒有發射器那麼嚴格，因為信號強度遠高於噪聲，因此可以使用小而低效的天線。 無線電業餘愛好者利用個人電腦配裝音效卡，並用音效卡來取代超低頻需求的无线电接收机，因為如此可使體積更小、成本更低。音效卡在信號接收上使用線圈或天線，再透過軟體體進行信號解析，軟體是用快速傅立叶变换算法轉換回可聽的聲音。

## 外部連結
- Tomislav Stimac, "Definition of frequency bands (VLF, ELF... etc.) （页面存档备份，存于）".  IK1QFK Home Page (vlf.it).
- NASA live streaming ELF -> VLF Receiver （页面存档备份，存于）